# Путь воина (игра)
Путь воина (англ. Way of Warrior) — первая в рунете многопользовательская браузерная онлайн-игра такого рода. «В основе лежало создание чата с привязкой к какому-нибудь простому развлечению» — вспоминает основатель, создатель проекта Павел Яковлев (Единый). Задуманный первоначально, как «камень-ножницы-бумага», косвенный принцип алгоритма взаимодействия участников (где камень побеждает ножницы, а бумага — камень) проекта, был заменен на пошаговый выбор зон атаки и блока. В сети проект появился 19 января 2002 года.
В 2006 году проект был передан во владение одному из разработчиков игры Дмитрию Тимошенко (Prol), разработчику, автору и программисту многих нововведений (боты, лабиринт Минотавра, олимпиада, проект Зона, магия и пр.). В 2008 году, в связи со снижением популярности игры, проект был закрыт.

## Игровой процесс
Путь воина — термин, популяризированный трудами К. Кастанеды, лежит в основе идеологии проекта. Каждый игрок, зарегистрировав персонажа, выбирает свой путь: победить любой ценой или сохранить в себе человечность и честь, стать легендарным бойцом или остаться живым лжецом.
Поединки между игровыми персонажами — немаловажная составляющая проекта. От таланта побеждать и умения проигрывать зависят развитие физических характеристик вашего персонажа, получение новых уровней (что примечательно, боевая иерархия основывается на войсковых воинских званиях армии РФ) и активное продвижение по социальной лестнице (кастовая иерархия) проекта. Возможность проведения боев с неигровыми персонажами (ботами) избавляет от длительных поисков игровых противников. Азартные групповые бои, олимпиады и соревнования кланов (clan wars) помогают потешить тщеславие и выявить лучших бойцов.

### Требования
Основными требованиями проекта являются умение пользоваться манипуляторами типа «клавиатура» и «мышь» и наличие хоть какого-нибудь доступа в интернет. Скорость не имеет значения: для dial-up подключений, к примеру, имеется облегченный текстовый скин с низким разрешением экрана, возможен доступ через сотовый телефон и КПК. Чтобы попасть в игру, понадобится браузер и наличие электронного почтового ящика для регистрации (в интересах игрока использовать собственный и реально существующий ящик). Так как дополнения к проекту в разное время делали разные люди, имеющие свои предпочтения к браузерам, то абсолютно все возможности игры будут доступны только на браузерах движка Internet Explorer, на остальных, таких как Opera, FireFox и других, возможна некорректная работа.

### Инструментарий
Жанр игры предполагает наличие линейки различных инструментов (предметов и иже с ними) для разнообразия игрового процесса. В отличие от большинства игровых проектов, где обмундирование персонажу необходимо покупать и менять с каждым уровнем на новое, более совершенное, на Пути воина введена своя уникальная система. Каждый аккаунт (зарегистрировавшийся с 5 мая 2007 года), при достижении определенного уровня (звание Ефрейтор — необходимо 9 побед в любых боях), совершенно бесплатно получает комплект (8 типов вещей) именного обмундирования. Именное обмундирование не надо менять при достижении нового уровня, оно пропорционально совершенствуется вместе с ростом персонажа. Именное обмундирование необходимо только прокачивать (имеется несколько видов прокачки, в зависимости от способности игрока к денежным вложениям). Его нельзя украсть, продать или подарить, оно доступно только одному персонажу-владельцу. И по той же уникальной системе, введенной весной 2007 года, прокачка этого именного обмундирования до определенного уровня идет за счет проекта.
Имеется множество схем прокачки именного обмундирования. Возможность рунения предметов и использование на них различных свитков, акцентирует сильные стороны вашего персонажа и обнажает слабые стороны его прокачки. Но если вы не хотите или не имеете возможности качать шмоточный аккаунт, различные типы поединков позволяют идти по Пути воина и кулачникам (аккаунты без обмундирования или аккаунты с недостаточной прокачкой шмота).
Для придания поединкам интенсивной красочности есть возможности использования в боях зелий и колдовства (работы над школами магии не прекращаются до сих пор).

### Денежная система
На проекте используется своя внутриигровая валюта — реал. Имеются множество способов пополнить счет своего игрового персонажа (от тривиального обмена на реальные деньги, до работы на благо проекта и участия в конкурсах). Так же развитию экономических связей, способствует торговля ресурсами (из которых куются руны и варятся зелья), свитками.

### Подпроекты
Чтобы скрасить нежелание общаться, затянувшееся ожидание игрового противника, на проекте существует множество мини-игр, связанных с Путём воина пополнением того или иного счёта. К основным относятся:
- Лабиринт Минотавра. Квест по мотивам мифа о Тесее, на прохождение лабиринта с неигровыми персонажами.
- Тотализатор. Подкрепленный ставкой, спор на то или иное событие в рамках проекта.
- Зона (в значении «аномальная зона»). Практически самостоятельный проект (жанр: стратегия), направленный на добычу ресурсов.

Имеются множество виртуальных издательств, где каждый может попробовать себя на стезе журналиста или писателя.

### Управленческие аппараты
- Наставники — отдел, набранный из ветеранов проекта, целью которого является помощь новичкам.
- Военная Академия — для постижения сокрытых и трудноусваиваемых тонкостей и азов проекта.
- Администраторы — квалифицированный штат работников, в цели которого входят модерация чата, помощь игрокам, правка ошибок, разработка нововведений.
- Судебный аппарат — для разрешения спорных и конфликтных ситуаций между участниками, согласно букве закона проекта.

## Реальность и Путь
Официальным днем рождения проекта является 20 февраля 2002 года. Так же, каждый год, участники проекта, чьи персонажи находились в ночь с 31 декабря на 1 января в онлайн, получают почетный знак Патриота Пути (в 2002—2003 годах — это был Патриот Первого года, в 2003—2004 годах — второго года, и т. д.).
Участники проекта, живущие в разных уголках мира, неоднократно устраивали встречи (пожалуй, после России, второе место занимает Израиль). Традиционный съезд в городе Пенза (место жительства Единого) — называется Хаджем (каждый персонаж игрока, видевшего основателя вживую, имеет право носить уникальный значок Хаджа).